# Alexeï Solomatine
Alexeï Frolovitch Solomatine (en russe : Алексе́й Фро́лович Солома́тин), né le 12 février 1921 et mort le 21 mai 1943, est un commandant d'escadron et un as de l'aviation des forces aériennes soviétiques durant la Seconde Guerre mondiale. Ses actions militaires lui valent le titre de héros de l'Union Soviétique.

## Biographie
Solomatine naît le 12 février 1921, dans le village de Bounakovo-2 (raïon de Ferzikovo, oblast de Kalouga), dans une famille nombreuse de paysans.
Il rejoint l'armée en 1939 et suit des cours à l'école militaire aérienne de Kacha. Lorsque la Grande Guerre patriotique éclate, il intègre le 160e régiment d'aviation de réserve près d'Odessa, en Ukraine. Il est ensuite transféré près de Krivoy Rog, dans le 296 IAP (296e régiment de chasseurs), 268e division d'aviation, 8e armée de l'air, front sud.
Le 9 mars 1942, il participe à un combat aérien qui a été très couvert par les médias soviétiques. Boris Eryomin, le commandant du deuxième escadron du 296e régiment, conduit Solomatine et cinq autres pilotes aux commandes du chasseur Yakovlev Yak-1, pour attaquer une importante formation de la Luftwaffe : 12 Messerschmitt Bf 109E, transportant des bombes, sept bombardiers Junkers Ju 88 et six autres Bf 109 d'escorte. Les pilotes de Yakovlev revendiquent sept victoires pour aucune parte. Le Yak-1 de Solomatine est endommagé mais il parvient à rester au combat jusqu'à la fin et on lui attribue la destruction d'un Bf 109.
En février 1943, il remporte 12 victoires individuelles et 15 victoires collectives, en 108 combats et 266 sorties. Son unité est alors rebaptisée 73 GvIAP (73e régiment d'aviation de chasse de la Garde) et il est promu capitaine.
Au sein du 73e GvIAP, il vole souvent avec Lidya Litvyak comme ailier. Le 1er mai 1943, il reçoit de titre et l'Étoile d'Or (numéro 955) de héros de l'Union Soviétique.
Solomatine meurt le 21 mai 1943 à la suite du crash de son avion Yakovlev Yak-A dans le village de Pavlovoka, dans l'oblast de Rostov. Il est alors crédité de 13 victoires aériennes individuelles et de 6 à 16 partagées.